# ماجراهای کاکلی
ماجراهای کاکلی مجموعه انیمیشنی ساخت مرکز پویانمایی صبا است که از صدا و سیمای جمهوری اسلامی ایران از شبکه پویا پخش شد. محمد برومند نویسنده این مجموعه بوده و کاگردانی آن را مصطفی یادگار بر عهده داشته است. این انیمیشن ماجرای پرنده‌ای را روایت می‌کند به بچه‌ها در موقع نیاز کمک می‌کند. بچه‌ها هر دفعه که به کمک نیاز داشته باشند، پر کاکلی را به هوا انداخته و کاکلی را با شعری فرا می‌خوانند. این ویژگی کاکلی (به کمک رفتن با استفاده از پر او) شبیه به ماجرای زال و سیمرغ است.

## داستان
مهتاب و شهاب، امید و آرزو و پیام دوستان خوبی هستند. آنها در یک شهر کوچک و خلوت ساحلی زندگی می‌کنند. روزی پدر امید یک پر خوشرنگ از کاکلی را به پسرش می‌دهد و به او می‌گوید که اگر این پر را به هوا انداخته و یک شعر زیبا بخواند کاکلی به کمک او می‌آید. کاکلی هر وقت دوستانش به کمک او احتیاج داشته باشند و او را صدا کنند حاضر می‌شود.

## یادداشت
- اطلاعات سازندگان از روی تیتراژ انیمیشن گرفته شده است.